# Mircea Rednic
Mircea Rednic (n. 9 aprilie 1962, Hunedoara, Hunedoara, România) este un fotbalist român liber de contract, care joacă pe post de fundaș. Pe plan internațional, are prezențe la națională pentru România. Porecla lui este "Puriul".
În martie 2008 a fost decorat cu Ordinul „Meritul Sportiv” clasa a III-a, pentru rezultatele obținute la turneele finale din perioada 1990-2000 și pentru întreaga activitate.

## Cariera de fotbalist
În 1976 și-a început cariera de fotbalist după ce s-a legitimat pentru Corvinul Hunedoara unde a jucat până în 1983, când se-a transferat la Dinamo București. Jucător dotat cu deosebite calități fizice, bun tehnician și cu un dezvoltat simț al anticipației, a reprezentat tipul fundașului modern, la fel de activ și eficace, atât în apărare, cât și în atac.
După Revoluția din 1989 s-a transferat de la Dinamo în Turcia, unde a jucat un sezon pentru Bursaspor. În 1991 a venit mutarea în Belgia, țară considerată de Rednic drept a doua patrie. În 1997, a revenit în România, dar la Rapid București, unde a evoluat sub comanda lui Mircea Lucescu, tehnicianul cu care își începuse cariera la Corvinul și Dinamo.
A câștigat trei titluri de campion al României: două cu Dinamo (1984 și 1990) și unul cu Rapid (1999). De asemenea, a cucerit cinci cupe naționale: trei cu Dinamo (1984, 1986 și 1990), una cu Standard Liege (1993) și una cu Rapid (1998).

## Cariera de antrenor
Și-a început cariera de antrenor în anul 2000, tot la Rapid București. În campionatul 2002-2003 a revenit la Rapid ca antrenor principal, câștigând în acest mandat secund primul său titlu de campion ca antrenor. După un început modest în stagiunea următoare, el a fost demis și în returul ediției 2004-2005 a Diviziei A a condus pe FC Universitatea Craiova. În vara anului 2006 a semnat un contract cu Dinamo și deși avea obiectivul de a reconstrui echipa, a câștigat titlul de campion în primul sezon, devenind unui dintre puținii tehnicieni cu trofee obținute cu echipe diferite (doar al doilea după Revoluție, alături de Mircea Lucescu).
După ce a ratat calificarea în grupele Ligii Campionilor în sezonul 2007-2008, Rednic a demisionat, iar în octombrie 2007 a revenit pe banca tehnică la Rapid București. Aici a rezistat doar șase luni, înaintându-și demisia în martie 2008.
În vara aceluiași an a preluat din nou pe Dinamo având ca țintă câștigarea titlului de campion și calificarea în premieră pentru clubul alb-roșu în grupele Ligii Campionilor. Deși a condus în campionatul 2008-09 până pe final, Dinamo a încheiat în cele din urmă pe locul 3 și va evolua doar în Liga Europa.
Înainte de startul pregătirilor pentru noul sezon, Rednic a anunțat că nu mai poate continua la Dinamo, din cauza numirii lui Cornel Dinu în funcția de manager sportiv.
După despărțirea de Dinamo, Rednic a acceptat oferta venită din partea echipei ruse Alania Vladikavkaz, cu care a semnat un contract pentru cinci sezoane. Obiectivul la formația din regiunea Oseția de Nord este promovarea în prima divizie a Rusiei.. Din cauza neîndeplinirii obiectivului, Rednic s-a despărțit de echipa din Rusia în decembrie 2009. Din iulie 2010 a pregătit echipa azeră Khazar Lankaran. În martie 2012 a semnat cu echipa de Liga I, Astra Ploiești, până la finele sezonului 2011/2012. A pregătit echipa Petrolul Ploiești a cărei conducere a preluat-o în mai 2012. În luna octombrie a aceluiași an a semnat cu Standard Liege, echipă pe care a pregătit-o până la finalul sezonului, când a semnat cu CFR Cluj. Și-a încheiat contractul cu CFR, de comun acord, la doar două luni după instalare, perioadă în care obținuse o singură victorie în primele patru etape ale sezonului din Liga I.
Pe 1 octombrie 2013, Rednic a devenit antrenorul echipei belgiene Gent.
La începutul anului 2015, Rednic s-a întors în România pentru a antrena pe Petrolul Ploiești. În vara anului 2015, Rednic a revenit la Dinamo, înlocuindu-l pe Flavius Stoican după derbiul cu Steaua. În mai 2016, s-a despărțit de Dinamo, în urma unor neînțelegeri cu patronul echipei, Ionuț Negoiță.
Din noiembrie 2016, Rednic a preluat pe Mouscron, echipă pe care a salvat-o de la retrogradare în sezonul 2016-17. Însă în februarie 2018, a fost demis de la conducerea echipei belgiene.
În iulie 2018, Rednic a devenit antrenorul echipei Al-Faisaly din Arabia Saudită. După doar trei luni pe banca saudiților și doar cinci meciuri disputate, în care echipa a înregistrat o victorie, un egal și trei înfrângeri, ocupând locul 11, a fost demis din funcție.
În octombrie 2018, Rednic a revenit la Dinamo, pentru al patrulea mandat. După un sezon slab, încheiat pe locul 9 în Liga I, Rednic a demisionat în iunie 2019.
La începutul anului 2020, Rednic a semnat un contract pentru șase luni cu CSM Politehnica Iași. Sub conducerea lui Rednic, Poli Iași a încheiat sezonul 2019-20 din Liga I pe locul 12, evitând retrogradarea. Însă înainte de noul sezon, Rednic s-a despărțit de ieșeni.
La 1 decembrie 2020, Rednic a semnat un contract pentru doi ani și jumătate cu FC Viitorul Constanța. A fost demis după 18 meciuri, perioadă în care echipa a înregistrat doar două victorii.
În septembrie 2021, a revenit la Dinamo București pentru cel de-al cincilea mandat. A fost demis după doar trei luni, nereușind să redreseze echipa pe care a lăsat-o pe locul 15 în clasament.
După o pauză de aproape doi ani, Rednic a revenit în antrenorat în aprilie 2023 când a semnat un contract pentru un sezon cu UTA Arad.

## Statistici ca jucător
| Sezon   | Club                   | Țară | Meciuri | Goluri |
| ------- | ---------------------- | ---- | ------- | ------ |
| 1976-79 | Corvinul Hunedoara     |      | N/A     | N/A    |
| 1979/80 | Luceafărul București   |      | N/A     | N/A    |
|         | Corvinul Hunedoara     |      | 6       | N/A    |
| 1980/81 | Corvinul Hunedoara     |      | 26      | 0      |
| 1981/82 | Corvinul Hunedoara     |      | 31      | 4      |
| 1982/83 | Corvinul Hunedoara     |      | 33      | 2      |
| 1983/84 | Dinamo București       |      | 31      | 0      |
| 1984/85 | Dinamo București       |      | 30      | 3      |
| 1985/86 | Dinamo București       |      | 30      | 3      |
| 1986/87 | Dinamo București       |      | 25      | 2      |
| 1987/88 | Dinamo București       |      | 30      | 5      |
| 1988/89 | Dinamo București       |      | 32      | 7      |
| 1989/90 | Dinamo București       |      | 19      | 1      |
| 1990/91 | Dinamo București       |      | 15      | 0      |
| 1991    | Bursaspor              |      | 14      | 0      |
| 1991/92 | Standard Liège         |      | 17      | 0      |
| 1992/93 | Standard Liège         |      | 28      | 1      |
| 1993/94 | Standard Liège         |      | 34      | 1      |
| 1994/95 | Standard Liège         |      | 32      | 0      |
| 1995/96 | Standard Liège         |      | 29      | 1      |
| 1996/97 | K. Sint-Truidense V.V. |      | 10      | 0      |
| 1997/98 | Rapid București        |      | 31      | 0      |
| 1998/99 | Rapid București        |      | 32      | 1      |
| 1999/00 | Rapid București        |      | 26      | 1      |

## Echipa națională
Mircea Rednic a evoluat timp de 10 ani pentru Echipa națională de fotbal a României. Primul său meci sub tricolor a fost consemnat în 11 noiembrie 1981, într-un meci din preliminariile Cupei Mondiale din 1982, împotriva Elveției. Rednic a fost titular în primul meci pe banca tehnică a naționalei pentru Mircea Lucescu. A evoluat în carieră în 83 de jocuri la națională, marcând două goluri.
| # | Data          | Stadion                             | Adversar | Scor | Rezultat | Competitia |
| - | ------------- | ----------------------------------- | -------- | ---- | -------- | ---------- |
| 1 | 29 iulie 1984 | Stadionul 23 August, Iași, România  | China    | 1–0  | 4–2      | Amical     |
| 2 | 26 mai 1990   | Stadionul Heysel, Bruxelles, Belgia | Belgia   | 1–2  | 2–2      | Amical     |

## Statistici ca antrenor
| Sezon   | Club                     | Țară | Clasament    |
| ------- | ------------------------ | ---- | ------------ |
| 2000/01 | Rapid București          |      | Loc 4        |
| 2000/01 | FCM Bacău                |      | Loc 14       |
| 2002/03 | Rapid București          |      | Loc 1        |
| 2003/04 | Rapid București          |      | Loc 3        |
| 2003/04 | Al-Nassr Riad            |      | Loc 6        |
| 2003/04 | FC Universitatea Craiova |      | Loc 4        |
| 2004/05 | FC Universitatea Craiova |      | Loc 16       |
| 2004/05 | FC Vaslui                |      | Loc 1/Liga 2 |
| 2005/06 | FC Vaslui                |      | Loc 14       |
| 2006/07 | Dinamo București         |      | Loc 1        |
| 2007/08 | Dinamo București         |      |              |
| 2007/08 | Rapid București          |      |              |
| 2008/09 | Dinamo București         |      | Loc 3        |
| 2018    | Al Faisaly               |      |              |
| 2018-19 | Dinamo București         |      |              |
| 2019/20 | FC Politehnica Iași      |      | Loc 12       |

## Palmares

### Jucător
Corvinul Hunedoara
- Divizia B: 1979–80[26]

Dinamo București
- Divizia A: 1983–84, 1989–90[26]
- Cupa României: 1983–84, 1985–86, 1989–90[26]

Standard Liége
- Belgian Cup: 1992–93[26]

Rapid București
- Divizia A: 1998–99[26]
- Cupa României: 1997–98[26]
- Supercupa României: 1999[26]

### Antrenor
Rapid București
- Divizia A: 2002–03[27][28]
- Cupa României: 2001–02[27]
- Supercupa României: 2002, 2003[27]

FC Vaslui
- Divizia B: 2004–05[29]

Dinamo București
- Liga I: 2006–07[27]
- Cupa României
  - Finalist: 2015–16[27]
- Supercupa României
  - Finalist: 2007[27]

Khazar Lankaran
- Cupa Azerbaidjanului: 2010–11[27]